# Poa lettermanii
Poa lettermanii là một loài cỏ trong họ hòa thảo, thuộc chi poa.